# Stazione di Tortoreto Lido
Stazione di Tortoreto Lido vasútállomás Olaszországban, Tortoreto településen.

## Vasútvonalak
Az állomást az alábbi vasútvonalak érintik:
- Ancona–Lecce-vasútvonal

## Kapcsolódó állomások
A vasútállomáshoz az alábbi állomások vannak a legközelebb:
- Stazione di Giulianova
- Stazione di Alba Adriatica-Nereto-Controguerra